# Emma Russell
Pour les articles homonymes, voir Russell.
Emma Russell (née le 27 décembre 2003) est une nageuse britannique.

## Palmarès

### Championnats d'Europe
- Championnats d'Europe de natation 2020 à Budapest :
  -  Médaille d'or du 4 × 100 m nage libre (ne nage pas la finale).

### Championnats d'Europe juniors
- Championnats d'Europe juniors de natation 2019 à Kazan :
  -  Médaille d'argent du 4 × 200 m nage libre.